# Methodist College Belfast
Le Methodist College Belfast en français : « Collège méthodiste de Belfast » est une grammar school située à Belfast en Irlande du Nord. Membre de l'Headmasters' and Headmistresses' Conference et de l'Independent Schools Council, il est fondé par l'Église méthodiste en 1865.

## Personnalités liées à l'université
- Craig Gilroy, joueur de rugby, fait ses études au Methodist College Belfast
- Maud Joynt (1868-940), linguiste irlandaise.
- Jamie Dornan